# Antas (ort i Spanien, Andalusien, Provincia de Almería, lat 37,25, long -1,92)
Antas är en ort i Spanien.   Den ligger i provinsen Provincia de Almería och regionen Andalusien, i den sydöstra delen av landet, 400 km söder om huvudstaden Madrid. Antas ligger 108 meter över havet och antalet invånare är 3 166.
Terrängen runt Antas är kuperad västerut, men österut är den platt. Runt Antas är det ganska tätbefolkat, med 60 invånare per kvadratkilometer. Närmaste större samhälle är Vera, 5,2 km öster om Antas. Trakten runt Antas består till största delen av jordbruksmark.